# لیکسویل (میسیسیپی)
لیکسویل (به انگلیسی: Leakesville) شهرکی در ایالت میسیسیپی کشور ایالات متحده آمریکا است که جمعیت آن در سرشماری سال ۲۰۱۰ میلادی، ۸۹۸
نفر بوده‌است.